# Власёнок, Галина Владимировна
Галина Владимировна Власёнок (3 марта 1963, Москва) — заслуженная артистка России (2004), советский и российский диктор, теле- и радиоведущая, режиссер и продюсер, журналист, ведущая концертных мероприятий.

## Биография
Галина Владимировна Власёнок (девичья фамилия Щаве́лина) родилась в Москве в семье служащих. Мама, Светлана Георгиевна — стоматолог-хирург, отец, Владимир Михайлович — инженер, преподаватель, кандидат технических наук, Лауреат Государственной премии РСФСР в области науки и технологии.
Окончила московскую школу с углубленным изучением английского языка. Имеет 3 высших образования. В 1986 году окончила с отличием Московский инженерно-физический институт, а также получила диплом переводчика технических текстов и тренера по ритмической гимнастике и спортивной аэробике. Работала в МИФИ, занималась системами автоматизированного проектирования. В 1987 году поступила в Московский государственный институт культуры (МГИК), который также окончила с отличием. На последнем курсе МГИК поступила в Всесоюзный государственный институт повышения квалификации работников телевидения и радиовещания при ЦТ СССР. В 1991 году была приглашена на работу в дикторский отдел ЦТ СССР. Здесь, в 1992 году, помимо ведения телевизионных программ, началась концертная деятельность.

## Трудовая деятельность
В дикторском отделе ЦТ вела программы «Доброе утро», «Встречи в концертной студии "Останкино"», «Спокойной ночи, малыши!», и другие. В это же время создала рубрику в утреннем эфире «Огород — круглый год», которая затем стала самостоятельной программой и с большим успехом выходила в эфир на 1-м канале, а затем и на других телеканалах.
После закрытия дикторского отдела также совмещала работу на телевидении и ведение концертов и мероприятий. Работала в качестве автора и ведущей, производителя и продюсера программы «Огород — круглый год», телепрограмм «зелёной» тематики на 1 и 4 каналах, канале НТВ и других, вела рубрики в утреннем и дневном эфире канала НТВ, ток-шоу «Большое жюри» на канале «Звезда».
Благодаря многолетней работе с «зелёной» темой сегодня является единственным российским членом международной европейской группы журналистов Голландии, а также пресс-секретарем Национальной гильдии флористов России. Выступала в качестве режиссёра и ведущей Международных цветочных выставок в Москве, показов российских флористов на Международной выставке в Эссене (Германия), инициатором пресс-туров на открытие «русских сезонов» парка Кёкенхоф (Нидерланды) и т. п.
С 1997 года по настоящее время является главным режиссёром и ведущей эфира и концертных программ Российского Государственного музыкального телерадиоцентра (ФГБУРГМЦ). Ведёт и организует программы любого жанра, имеет опыт работы на всех концертных площадках Москвы. Ведет программы на русском и английском языке.
Считается, что именно Галина Власёнок сменила знаменитую ведущую классических концертов Анну Дмитриевну Чехову и стала «голосом» Московской филармонии. Работает в качестве ведущей со всеми российскими оркестрами симфонической, народной, джазовой и эстрадной музыки, хорами и танцевальными коллективами, является постоянной ведущей многих российских фестивалей, ведет сольные концерты мировых звезд. Много работает с детьми, а также имеет собственные детские авторские игровые программы — «Играем вместе» и «Мы шагаем по Москве». Имеет большой опыт сотрудничества с международными организациями, является организатором гастролей в Словении, Италии, Греции, Болгарии, Бангладеш, Голландии, Чехии, Франции, Китае.
К 70-летию Победы была подготовлена уникальная камерная литературно-музыкальная композиция, посвященная К. Шульженко, в которой Г. Власёнок выступает как рассказчик и певица.

## Награды
- Почетное звание Заслуженный артист Российской Федерации (2004)[2]
- Медаль Лауреат премии Михаила Ломоносова (2006)
- Почетные медали организаций Министерства обороны РФ
- Медаль «За активную гражданскую позицию и патриотизм» (2017)
- Медаль Ордена «За заслуги перед Отечеством» II (2018) — За большой вклад в развитие отечественной культуры и искусства, многолетнюю плодотворную деятельность